# Temple del milió d'anys
A partir de la dinastia XVIII i durant les dinasties XIX i XX, els faraons es construeixen grans temples o llars del milió d'anys en honor seu. El terme prové de les primeres dinasties i es comença a utilitzar de manera habitual a partir de l'Imperi Mitjà, tot i que els temples no assoliran les dimensions i la riquesa que els caracteritza fins a l'Imperi Nou. Són sovint grans complexos que serveixen principalment per a l'adoració del mateix faraó divinitzat i associat al principal déu tebà, Ammon, o a altres déus, com Ptah o Osiris, però també com a centres administratius, de culte i de cultura. Alguns inclouen dins del mateix recinte o a tocar el palau on viu el faraó quan és a Tebes. Aquestes "llars" també inclouen un embarcador per a la barca d'Ammon, que es traslladava des del temple de Karnak a la riba est del Nil cap a la zona dels temples de la necròpolis tebana durant la Bella Festa de la Vall.

## Evolució històrica
Durant la quarta dinastia es comencen a construir una sèrie de complexos funeraris, generalment dedicats als faraons, que deriven dels complexos funeraris anteriors amb les mastabes com a element principal. L'estructura estava formada principalment pel temple de la vall, la calçada (o via) cerimonial, el temple de la piràmide (o temple funerari), les piràmides satèl·lit i la piràmide del faraó, el primer exemple és la Piràmide de Meidum, del faraó Snefru.
El temple del milió d'anys és una evolució dels temples de la vall de les primeres dinasties i d'altres tipus de temples mortuoris o commemoratius dels faraons d'èpoques anteriors. En aquest cas, però, els temples queden separats de les tombes per una distància considerable, a vegades de diversos quilòmetres. Es desconeix el motiu o motius concrets que van dur a la separació del temple mortuori de la tomba, però existeixen diverses teories que justifiquen aquest fet. La més estesa és que els faraons van decidir, a principis de la dinastia XVIII, d'amagar millor les seves tombes, ja que les de les dinasties anteriors havien estat saquejades repetidament, i van optar per abandonar l'edificació de piràmides, van ampliar els temples i van amagar les tombes a la Vall dels Reis, on només tenien accés els treballadors que les construïen (que vivien aïllants a Deir el-Medinah), els vigilants de la Vall, els medjai (uns mercenaris d'origen nubi, possiblement d'una regió prop d'Assuan), els sacerdots i la familia reial.
| Elements del complex piramidal Piràmide encorbada del faraó Snefru (dinastia IV) | |
|                                                                                  | 1. Piràmide 2. Piràmide satèl·lit 3. Temple de la piràmide 4. Calçada cerimonial 5. Temple de la vall |

## Temples
La majoria de les cases del milió d'anys, uns 30 temples, es concentren en una franja de terra d'uns 3 km de llargada (nord-sud) i uns 2 km d'amplada (est-oest), situada enfront de l'antiga Tebes (avui Luxor), a la ribera oest del riu Nil, dins la zona de la necròpolis tebana. També es van construir complexos similars a Menfis, Abidos, Soleb (Núbia) i a Abu Simbel (temples de Ramsès II).
Els temples més coneguts estan situats entre o davant de les diverses necròpolis que conformen la Vall dels Nobles.
Els més destacats són:
- El temple de Hatshepsut a Deir el-Bahari
- El temple de Ramsès III dins del complex de Medinet Habu
- El Ramesseum (de Ramsès II)
- El temple de Kom el-Hettan, d'Amenofis III, del qual només resten en peu les monumentals escultures conegudes com els Colossos de Mèmnon.